# Hrvoje Plum
Hrvoje Plum (Vinkovci, 28 maggio 1994) è un calciatore croato, centrocampista del Mitnica Vukovar.

## Biografia
Ha un fratello più grande, Ivan, anch'egli calciatore.

## Carriera

### Club
Il 13 agosto 2018 viene acquistato a titolo definitivo dalla squadra croata dell'Osijek II.